# Bernd Flor
Bernd Flor (* 23. November 1950; † 15. Februar 2006) war ein deutscher Fußballspieler. Zwischen 1969 und 1976 spielte er für die BSG Chemie Leipzig in der DDR-Oberliga, der höchsten Spielklasse im DDR-Fußball. Er war DDR-Nachwuchsnationalspieler.

## Sportliche Laufbahn
Bis 1970 spielte Bernd Flor für Chemie Leipzig in der DDR-Juniorenoberliga und gehörte zeitweise auch dem Kader der DDR-Juniorennationalmannschaft an, ohne jedoch in einem Länderspiel eingesetzt zu worden. Am vorletzten Spieltag der Oberligasaison 1968/69 bestritt er als Abwehrspieler sein vorerst einziges Oberligaspiel. Im Mai 1970 trat er einen dreijährigen Wehrdienst in der Nationalen Volksarmee an und spielte in dieser Zeit Fußball bei der Armeesportgemeinschaft Vorwärts Leipzig. Mit ihr stieg er 1971 in die zweitklassige DDR-Liga auf und bestritt mit ihr bis zum April 1973 36 Ligapunktspiele. Im April und Mai 1972 bestritt er als einzige Zweitligaspieler zwei Länderspiele mit der DDR-Nachwuchsnationalmannschaft, in denen er als Stürmer aufgeboten wurde. Vom Beginn der Rückrunde 1973/74 an spielte Flor wieder für Chemie Leipzig, wo er bis zum Saisonende noch neun Oberligaspiele als Mittelfeldakteur absolvierte. Da die BSG Chemie anschließend in die DDR-Liga abstieg, spielte Flor 1974/75 wieder zweitklassig. In den 22 DDR-Liga-Spielen wurde er 20-mal aufgeboten. Die Leipziger qualifizierten sich für die Oberliga-Aufstiegsrunde, in der sie die Rückkehr in die höchste Spielklasse schafften. Von den acht Qualifikationsspielen bestritt Flor nur eine Begegnung. In der Oberligasaison 1975/76 wurde er wieder in die Abwehr beordert und kam auf 19 Punktspieleinsätze. Am 15. Spieltag schoss er im Spiel Chemie Leipzig – FC Rot-Weiß Erfurt (4:1) per Foulelfmeter zum Endstand das einzige Oberligator seiner Karriere. Chemie schaffte erneut nicht den Klassenerhalt und spielte danach in den folgenden drei Spielzeiten wieder in der DDR-Liga. Zwei Spielzeiten lang gehörte Flor weiter zum Spielerstamm. Er absolvierte 35 der 44 Punktspiele und, nachdem seine Mannschaft beide Male die Aufstiegsrunde erreichte, auch acht der sechzehn Qualifikationsspiele. Jedes Mal scheiterte die BSG Chemie und 1978/79 bestritt Flor seine letzten Spiele in der DDR-Liga. Er kam nur noch in acht Begegnungen zum Einsatz, in der Aufstiegsrunde, die diesmal zum Erfolg führte, wurde er nicht mehr aufgeboten. Nachdem er in der Hinrunde der Saison 1979/80 noch einige Spiele in der Nachwuchsoberliga für Chemie Leipzig bestritten hatte, beendete Flor im Winter 1980 seine Laufbahn bei der BSG Chemie Leipzig. Von 1969 bis 1979 hatte er 29 Mal in der DDR-Oberliga gespielt und dabei ein Tor erzielt. In der DDR-Liga hatte er 100 Punktspiele und neun Aufstiegsspiele bestritten und zehn bzw. neun Tore erzielt. Anschließend spielte Flor in Markranstädt für die BSG Turbine in der drittklassigen Bezirksliga. Dort war er zeitweise Mannschaftskapitän und stieg 1990 mit der Mannschaft in die neugeschaffene Landesliga Sachsen auf.